# نهائي كأس ألمانيا 2017
نهائي كأس ألمانيا 2017 هي المباراة النهائية من منافسة كأس ألمانيا 2016–17، أقيمت المباراة في 27 مايو 2017، في الملعب الأولمبي، بين فريقي آينتراخت فرانكفورت، وبوروسيا دورتموند، وفاز فيها بوروسيا دورتموند، بعد أن هزم آينتراخت فرانكفورت، بنتيجة 1 - 2، وكان حكم المباراة دنيز آيتكين، وحضر المباراة 74322 شخصاً.

## تفاصيل المباراة
لعبت المباراة النهائية في 27 مايو 2017.
| آينتراخت فرانكفورت | 1 -2 | بوروسيا دورتموند                                        |
| ------------------ | ---- | ------------------------------------------------------- |
| أنته ريبيتش 29 '   |      | عثمان ديمبيلي 8 ' · بيير إيميريك أوباميانغ 67 ' (ركلة.) |